# Andrea Renzullo
Andrea Renzullo (* 2. März 1996 in Neheim-Hüsten im Hochsauerlandkreis) ist ein deutscher Popsänger italienischer Abstammung.

## Biografie
Die Eltern von Andrea Renzullo stammen aus Italien und zogen um 1990 nach Deutschland. Die Familie lebt in Sundern im Sauerland, wo er als Achtjähriger erstmals bei einem italienischen Abend sang. Seinen ersten offiziellen Auftritt hatte er mit zehn. Weitere lokale Auftritte, unter anderem mit der Schulband Beatrockers, deren Sänger er war, folgten. 2010 bewarb er sich für die vierte Staffel der Castingshow Das Supertalent. Dort sang er Footprints in the Sand und die Leona-Lewis-Coverversion des Snow-Patrol-Songs Run, die daraufhin erneut die deutschen Charts erreichte. Er war der zweitjüngste Teilnehmer dieser Staffel im Finale. Mit 14 Jahren wurde er von den Zuschauern direkt in dieses gewählt, wo er Vierter wurde.
Andrea Renzullo wurde von Sony Music unter Vertrag genommen und am 18. März 2011 veröffentlichte er seine Debütsingle Heal. Sie stieg auf Platz 82 der deutschen Singlecharts ein.
2017 nahm er an der 14. Staffel der Sendung Deutschland sucht den Superstar teil, verließ die Sendung aber vor den Liveshows.
2023 nahm er erneut an dem Format in der 20. Staffel teil und schaffte es bis in die Top-25. Sein Rauswurf im Recall in Bangkok kam unverständlich und löste folgend einen Skandal aus. Die Fans starteten anschließend auf Change.org erfolglos eine Petition für seine Rückkehr.

## Diskografie
Singles
- 2011: Heal
- 2014: Ricomincerò
- 2020: Million miles (feat. JSUNT & JORN)
- 2021: L'amore cos'è (feat. Giusy Trifino)